# Kazimir Åberg
Kazimir Åberg, född 1955, är en svensk jurist och hovrättsråd.
Åberg har arbetat med lagstiftningsfrågor vid Justitiedepartementet och varit åtalsbyråchef hos Riksåklagaren. Han är vice ordförande i Svea hovrätt.
Åberg har deltagit i flera svenska statlig utredningar, bland annat om Europeiska unionens vapendirektiv.